# Ulota lutea
Ulota lutea är en bladmossart som beskrevs av Mitten 1859. Ulota lutea ingår i släktet ulotor, och familjen Orthotrichaceae. Inga underarter finns listade i Catalogue of Life.